# Östliches Zechsteinriffgebiet Orlatal

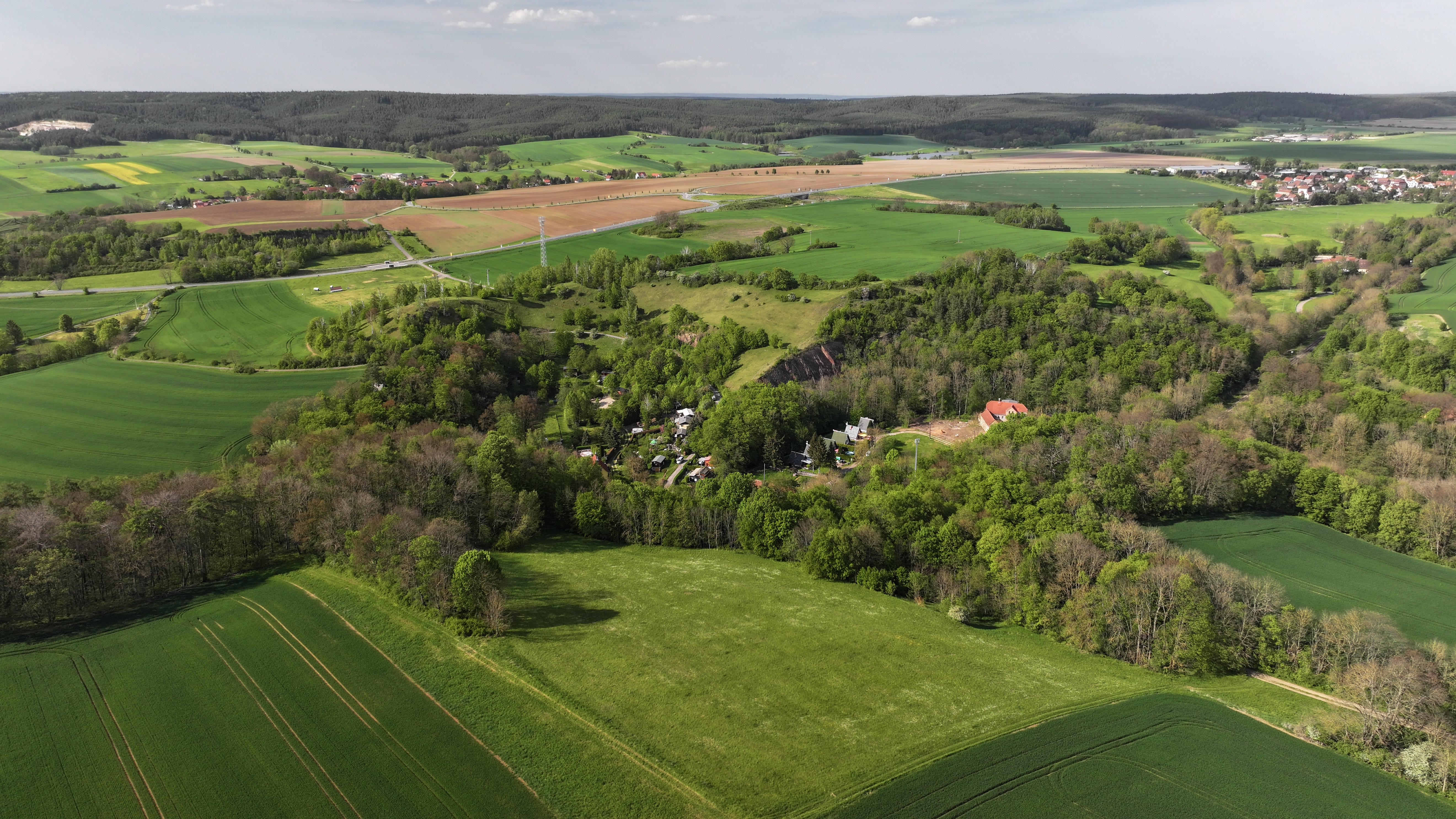
Luftbild des Zechsteinriffsgebiets in der Orlasenke mit Sicht auf Schlagmühle, Totenstein und ehemaliges Naherholungsgebiet der Halloren-Werke

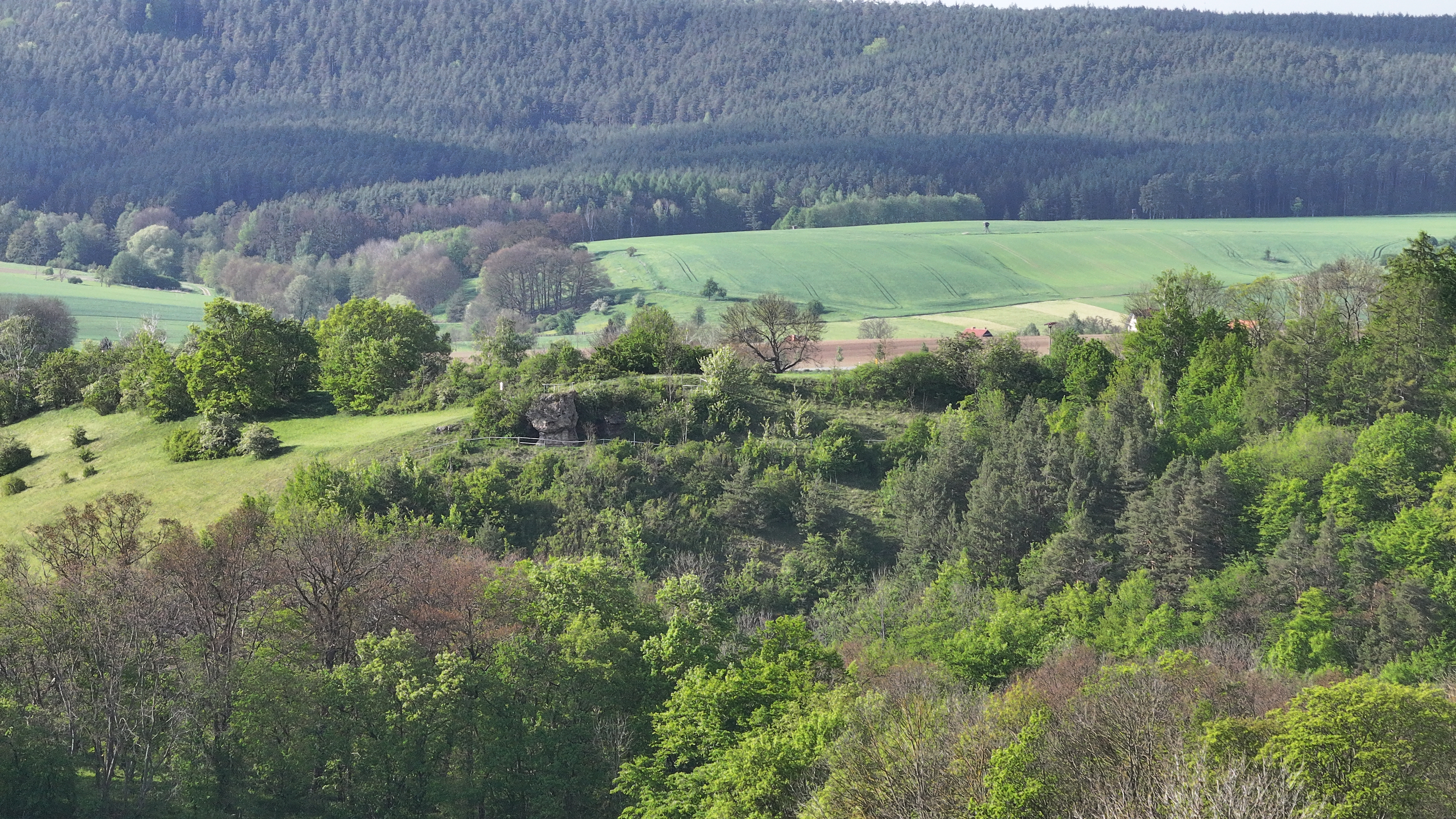
Luftbild des Totensteins und der Koleschhöhle über dem Mühlengrund

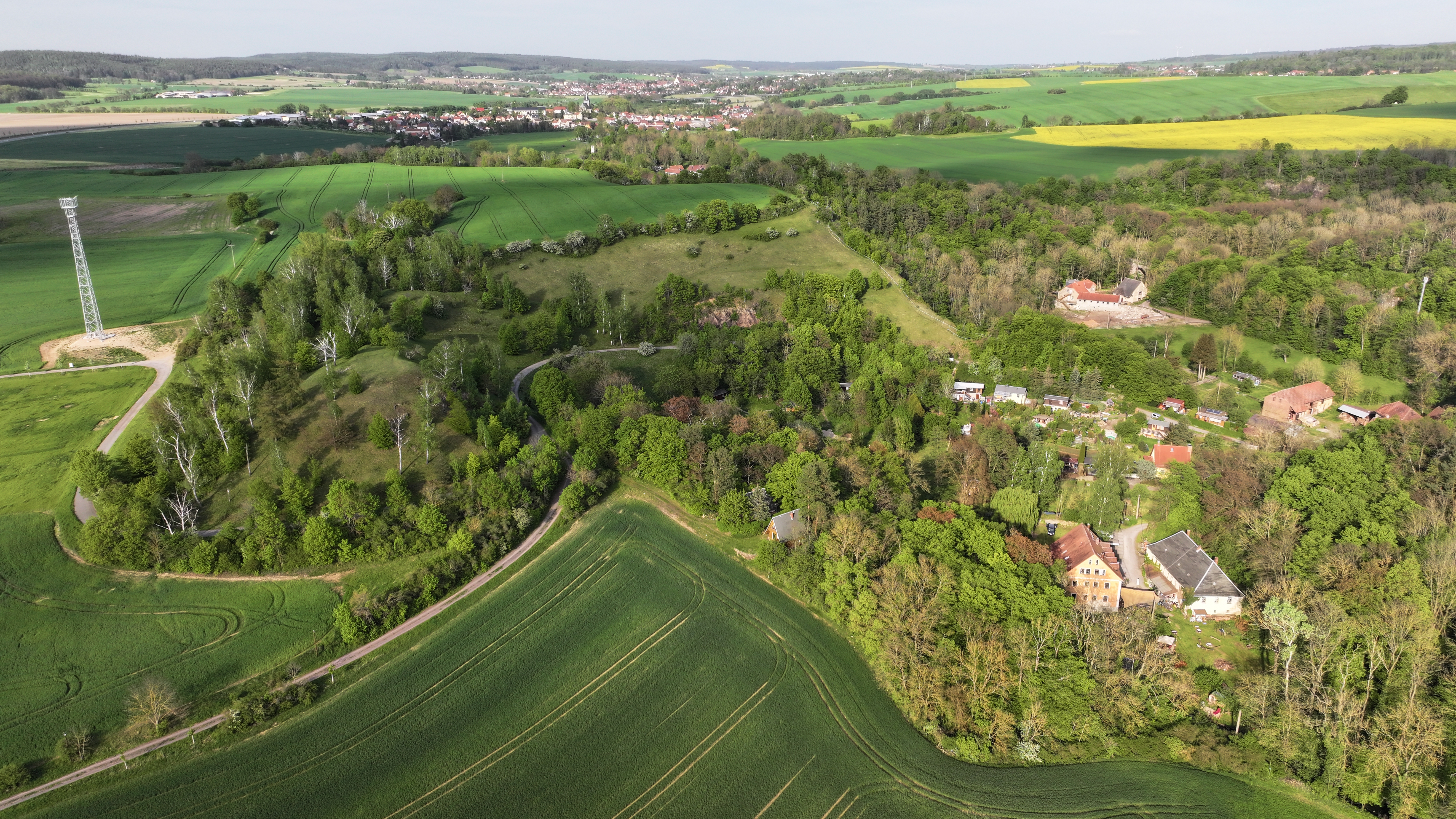
Luftbild des Kupferhammers, Harrasmühle und Schlagmühle des Mühlengrunds

Das Östliche Zechsteinriffgebiet Orlatal ist ein Schutzgebiet und Flora-Fauna-Habitat im Saale-Orla-Kreis. In ihm laufen die Gemeindegrenzen der Gemeinden Lausnitz, Neunhofen (Neustadt an der Orla) und Weira zusammen.
Dieses FFH-Gebiet ist auch unter dem Namen Mühlengrund bei Neunhofen bekannt. Die namensgebenden Mühlen sind dabei im Wesentlichen die Schlagmühle, die Harrasmühle und die Rödelsmühle, ferner aber auch die Schleichersmühle, die Papiermühle, sowie Kupfer- und Eisenhammer.
Bis in die 1950er Jahre wurde im Schutzgebiet Stein abgebaut, unter anderem für den Straßenbau. Als Nachnutzung davon wurde in der DDR das Gebiet für die Naherholung genutzt. Dies betraf hauptsächlich die Kombinate Rotasym, sowie das Halloren-Kombinat, durch die eine kleine Bungalow-Siedlung errichtet wurde. Die Schlagmühle wurde dafür bis Ende der 1980er Jahre als Gaststätte verwendet, auch die Harrasmühle hatte eine gastronomische Nutzung.